# Rosa Andreu
Rosa Andreu (Cornellà de Llobregat, 19 de juny de 1959) és una actriu i presentadora catalana de televisió.

## Biografia
Va començar al teatre el 1983, quan es va fundar la companyia Grup de Teatre Inestable del Vendrell (GTIV). El 1988 coneix l'actor Oriol Grau i Fermí Fernández i amb ells es funda el grup de teatre Trono Villegas de Tarragona. Treballa amb el grup fins a l'any 2000.
A la televisió va començar a TV3 en Sense títol i Sense títol 2 amb Andreu Buenafuente. Després al Malalts de tele des de 1995 fins al 2000, com a actriu i presentadora, con Toni Soler i Albert Om on van guanyar el premi Ondas 98 al programa més innovador. També ha estat presentadora dels programes La nit amb... (2001); Fes-t'ho mirar (2001-2003) i al concurs Qui corre vola (2002).
A l'abril del 2011, després de la renúncia de Jorge Picó, va assumir la direcció artística del Teatre Principal de Vilanova i la Geltrú.

## Recorregut professional

### Teatre[6]
- 2020-24 Vida de peix… sense espines!.Protagonista junt a Mercè Comes, autora del text. Inaugurant la Sala Aquarella[7]
- 2023 Una vella, coneguda olor. Directora. Original de Josep Maria Benet i Jornet. La Cumprativa.[8]
- 2022 No et vesteixis per sopar. Directora. Original de Marc Camoletti. Adaptació de Ricard Reguant. La Cumprativa.[9]
- 2017 Memòria de les oblidades. Monólogo. Dir. Joan Pascual[10]
- 2016 El sexe nostre de cada dia, Directora. Adaptació: Oriol Grau. Teatre Àngel Guimerà[11]
- 2010-2018 Directora del grup de teatre La Cumprativa de Llorenç del Penedès
- 2009 Dues mares. Monólogo. Dir. Anna Sabaté, a la Sala Muntaner[12][13]

### Televisió
- 2015 La riera, secundari Dir. Esteve Rovira, TV3
- 2014 La riera, secundari Dir. Esteve Rovira, TV3
- 2007 Positius, secundari Dir. Judith Colell, Ovideo. telefilm
- 2002-2003 Qui corre, vola, presentadora Dir. Emili Salapatau, TV3
- 2001-2002 Fes-t’ho mirar, presentadora Dir. Emili Salapatau, TV3
- 2001 La nit amb..., presentadora Dir. Toni Gener, TV3
- 1997-2000 Malalts de tele, presentadora Dir. Toni Soler, TV3

### Cinema (llargmetratges)
- 2010 Herois (pel·lícula), mestra. Dir. Pau Freixas